# Sebastes alutus
Cá rô đại dương (Danh pháp khoa học: Sebastes alutus) là một loài cá nước mặn được phát hiện ở bắc Thái Bình Dương. Nó thuộc họ cá đầu gai Sebastidae. Thỉnh thoảng nó được coi là cá vược Thái Bình Dương, viết tắt là POP. Chúng còn gọi bằng tên tiếng Anh là Cá pecca, Ocean perch. Đây là một loài cá có giá trị kinh tế và được khai thác nhiều.

## Phân bố
Sự phân bố của cá rô đại dương chủ yếu giới hạn ở bờ biển Nhật Bản và eo biển Bering, bờ biển Alaska xuống tới bắc California. Độ sâu có thể thay đổi, có thể thấy ở bề mặt nước cũng như sâu tới 822 mét, nhưng thông thường nhất là từ 165 đến 293 mét. Nhưng dù ở độ sâu nào, cá này thích nhiệt độ lạnh hơn, khoảng 60C. Cá thường thấy sống theo đàn.

## Đặc điểm
Cá có màu hồng, có xương nhỏ ngang qua lưng. Nó dài khoảng 50 cm và nặng 2.1 kg. Cá này là loài cá có giá trị không chỉ vì mùi vị thơm ngon của nó, mà còn vì giá trị dinh dưỡng. Nó chứa hàm lượng chất béo bão hòa rất thấp và có nhiều vitamin B12. Cá rô đại dương ăn tôm krill và copepod. Cá lớn trong loài có thể ăn tôm và cá khác, như cá các loài cá dẹt và cá smelt.
Kẻ thù tự nhiên (thiên địch) của nó là cá than sablefish và cá bơn halibut. Cá tuyết, cá bơn răng nhọn (arrowtooth flounder) và các cá lớn khác cũng ăn loài cá này. Vòng đời của cá pecca rất dài, gần 100 năm. Cá thuần thục trong khoảng 5 đến 9 năm. Sau thời điểm đó, chúng sinh sản vào mùa thu, trứng sẽ nở vào đầu mùa xuân. Cá cái của loài này có thể đẻ đến 300.000 trứng trong vòng đời của nó.

## Đánh bắt

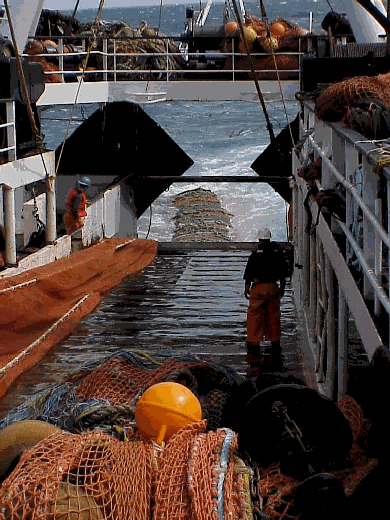
Đánh bắt cá rô đại dương

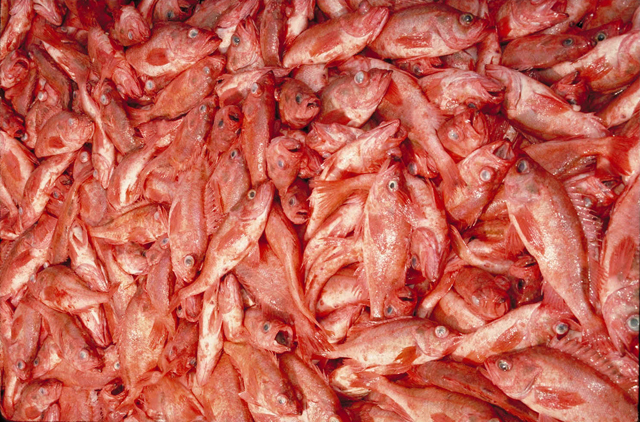

Trong khi không được những người thích nuôi cá và những người câu cá giải trí đánh giá cao, cá này được đánh bắt mạnh mẽ bởi những người đánh cá. Ngành này hoạt động mạnh đến nỗi có lúc số lượng của nó giảm đến mức độ nguy hiểm. Tuy nhiên, từ năm 2003, các biện pháp đã được áp đặt để ngăn cản việc đánh bắt quá mức.
Các biện pháp này thành công lớn và kết quả là số lượng đàn cá đã phục hồi tới mức bền vững trong phần lớn vùng sinh sống tự nhiên của chúng.Ngay cả với sự kiểm soát, cá này cũng cung cấp sản lượng đánh bắt có lãi cho những ngư dân. Năm 2008, 34 triệu kg cá này được đánh bắt, mang lại giá trị ước tính 15 triệu USD. 